# 日野資純
日野 資純（ひの すけずみ、1926年（大正15年）1月1日 - 2019年（令和元年）8月22日）は、日本の国語学者・方言学者。伯爵。静岡大学名誉教授。

## 略歴
東京出身。日野家の末裔で、父は伯爵・日野捷郎（ドイツ文学者・実吉捷郎）。1931年に父が隠居したため（間もなく離婚し、日野家を出た）、同年3月17日、5歳で伯爵を襲爵した。
1951年に東京大学文学部国文科卒、同助手となる。1954年に弘前大学講師、1958年に駒澤大学講師、1959年に静岡大学助教授、1972年に教授となり、1989年に定年退官、名誉教授、静岡英和女学院短期大学教授を務め、1996年に退職。

## 著書
- 『方言学論考 観察と実践』東宛社、1984年。
- 『日本の方言学』 (国語学叢書）東京堂出版、1986年。
- 『基礎語研究序説』桜楓社、1991年。
- 『日本語のキーワード 現代語・古典語』東宛社、2000年。
- 『平和を求めて 戦中派は訴える』学術出版会、2007年。

### 共編
- 『神奈川県方言辞典』斎藤義七郎共編、神奈川県教育委員会、1965年。

### 翻訳
- レナード・ブルームフィールド『言語』三宅鴻共訳、大修館書店、1962年。

### 論文
- <日野資純